# 克林根格拉本河

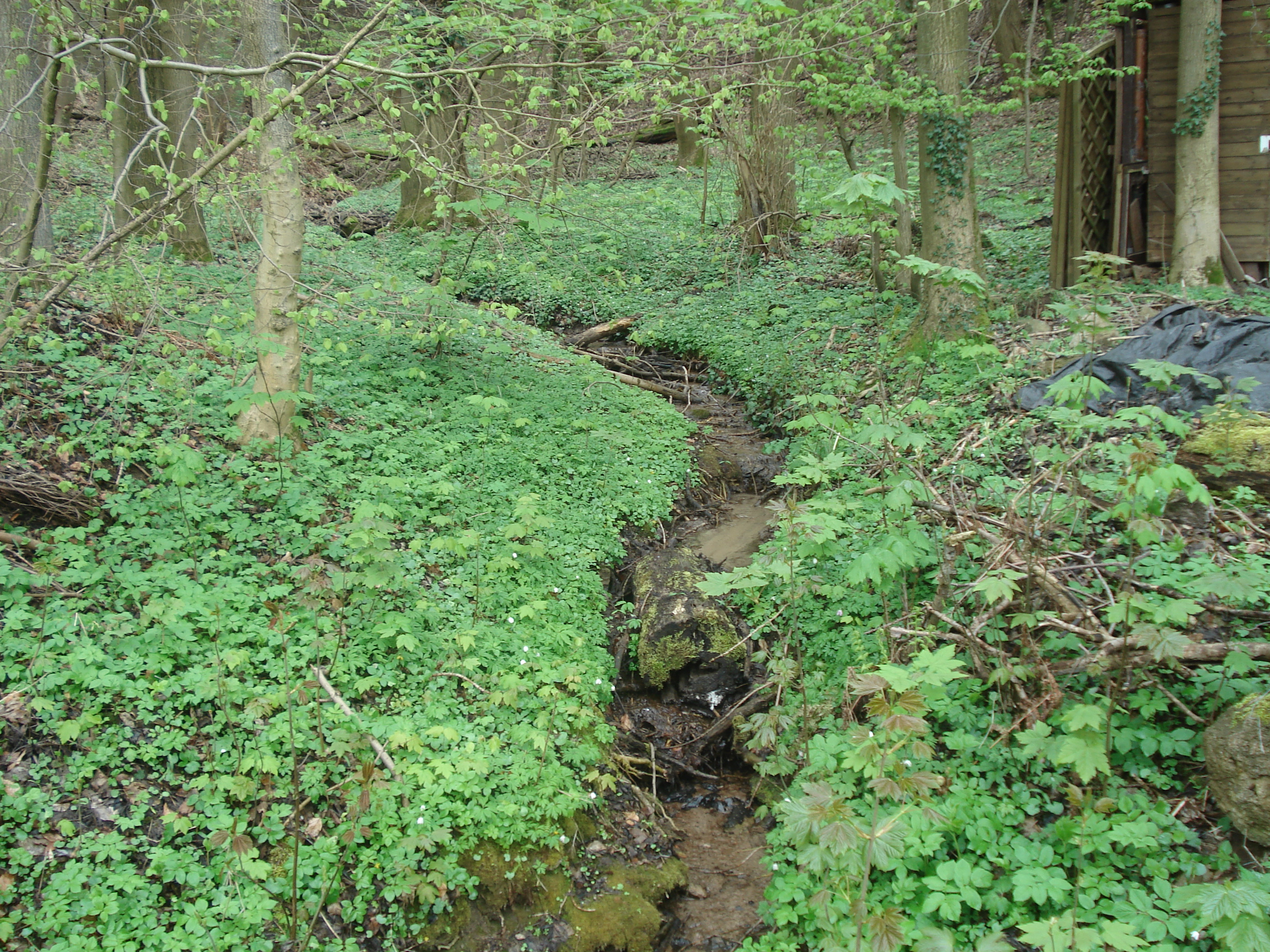

49°59′56.64″N 9°11′54.66″E / 49.9990667°N 9.1985167°E
克林根格拉本河（德語：Klingengraben），是德國的河流，位於該國東南部，由巴伐利亞負責管轄，屬於阿沙夫河的左支流，河道全長1.4公里，流域面積0.4平方公里。